# Arlecchino musicista
Arlecchino musicista è un dipinto a olio su tela (113,8x97,2 cm) realizzato nel 1924 dal pittore spagnolo Pablo Picasso. È conservato nella National Gallery of Art di Washington.
Il quadro rappresenta un Arlecchino che suona una chitarra.